# Rafnsson
Rafnsson ist ein männlicher isländischer Name.

## Herkunft und Bedeutung
Der Name ist ein Patronym und bedeutet Rafns Sohn. Die weibliche Entsprechung ist Rafnsdóttir (Rafns Tochter).

## Namensträger
- Guðmundur Leo Rafnsson (* 2006), isländischer Schwimmer
- Ólafur Rafnsson (1963–2013), isländischer und Basketballspieler und -funktionär